# Sonate pour violoncelle et piano no 1 de Brahms
Pour les articles homonymes, voir Sonate pour violoncelle et piano.
La Sonate pour violoncelle et piano no 1 en mi mineur opus 38 est la première des deux sonates pour violoncelle et piano de Johannes Brahms. Composée dès 1862 et achevée en 1865 à Karlsruhe, elle est dédiée au violoncelliste et professeur de chant à la Singakademie de Vienne Josef Gänsbacher ami du compositeur. Initialement conçu en quatre mouvements, l'adagio prévu pour le deuxième mouvement fut retiré. L'ouvrage reçut aussitôt un vif succès, et elle fut surnommée sonate pastorale.

## Analyse de l'œuvre
1. Allegro non troppo (à )
2. Allegretto quasi minuetto
3. Allegro

La durée d'exécution est d'un peu plus de vingt minutes.